# Emanuele Negrini
Emanuele Negrini (* 28. April 1974 in Bologna) ist ein ehemaliger italienischer Radrennfahrer.

## Werdegang
Seine Karriere als Profi verlief mäßig erfolgreich. Er entschied lediglich eine Etappe der Tour of Japan sowie eine Etappe bei der Österreich-Rundfahrt für sich. Nach 2001 konzentrierte er sich auf den Amateursport, speziell auf den Radmarathon, und feierte fortan außergewöhnliche Erfolge. So gewann er beispielsweise drei Auflagen des Ötztaler Radmarathons. Fünfmal siegte er bei der Maratona dles Dolomites und ist damit Rekordsieger dieses Rennens.

### Dopingsperre 2009
Am 21. Juni 2009 wurde Negrini beim Gran Fondo Sportful in Feltre, wobei er den zweiten Platz belegte, positiv auf die Einnahme der Dopingsubstanzen Betamethason und Triamcinolon getestet. Diese Substanzen dienen als Stresshormone zur Mobilisierung vorhandener Energiereserven und wirken leistungssteigernd. Er wurde zunächst für sechs Monate, beginnend im Dezember, später für zwei Jahre gesperrt.

## Palmarès
1996
- eine Etappe Tour of Japan

2000
- eine Etappe Österreich-Rundfahrt

2003
- Maratona dles Dolomites

2004
- Maratona dles Dolomites

2005
- Maratona dles Dolomites

2006
- Maratona dles Dolomites
- Ötztaler Radmarathon

2007
- Ötztaler Radmarathon

2008
- Maratona dles Dolomites

2009
- Ötztaler Radmarathon